# Apophantik
Apophantik (von altgriechisch ἀπόφανσις, apophansis = Meinung, Aussage, Behauptung) ist ein philosophischer Begriff aus der Logik. Sie beschäftigt sich mit Prädikation und prädikativen Aussagen. Gegenstand der Apophantik sind die Bedeutungen.

## Apophantik bei Aristoteles
In der Termlogik des griechischen Philosophen Aristoteles entspricht die Apophantik dem Begriff der Prädikation. Dabei werden zur Erschließung des Subjekts prädikative Elementaraussagen verwendet. Die Apophantik ist der Sprechakt, der einem Gegenstand oder mehreren Gegenständen eine Eigenschaft, ein Merkmal oder ein Attribut zu- oder abspricht. Über den logos apophantikos sagt Aristoteles: Er ist der „sacherfassende und mitteilende Logos“. Und was tut der logos apophantikos nach Aristoteles: „Er deckt auf.“

## Apophantik bei Husserl und Heidegger
Die deutschen Philosophen Edmund Husserl und Martin Heidegger bezeichnen einen Teil der formalen Logik als Apophantik, und zwar den Teil, der für prädikative Aussagen zuständig ist. Nach Husserl ist die Apophantik als Urteilslehre als „Leitfaden einer phänomenologischen Genealogie der Logik projektiert“. Nach dem Begründer der Phänomenologie umfasst die Apophantik jene Regeln, „durch die ein Urteil formal das ‚Wie‘ und das ‚Was‘ eines Gegenstandes der Erkenntnis für das Bewusstsein definiert und vorweist.“ Eine Aussage ist apophantisch, während beispielsweise eine Frage, ein Zweifel oder eine ausdrucksstarke Bedeutung nicht apophantisch sind. Dabei sieht Heidegger das Problem, dass eine Aussage in gewissem Sinne die Bedeutung verschleiert und nur noch ein skelettierter Rest von Greifbarkeit besteht. Sätze wie „Der Bürgermeister ist im Krankenhaus“ werden wegen ihres apophantischen Charakters leicht in Nachrichten und Klatschgeschichten aufgenommen und unterstehen dabei den Erscheinungsweisen des Man. Dabei kann leicht das wirklich Greifbare der Bedeutung und der Sinnzusammenhang verloren gehen.